# 小浜線
小浜線（おばません）は、福井県敦賀市の敦賀駅から京都府舞鶴市の東舞鶴駅に至る西日本旅客鉄道（JR西日本）の鉄道路線（地方交通線）である。
正式な起点は敦賀駅だが、列車運行上は東舞鶴駅から敦賀駅へ向かう列車が下り、逆方向が上りとなっている。これは、敦賀駅で接続する北陸本線や東舞鶴駅で接続する舞鶴線と方向をあわせたためである。

## 概要
若狭湾に沿って敦賀・小浜・舞鶴の各都市を結ぶ鉄道路線。沿線には海水浴場が多く、三方五湖や名勝蘇洞門、国宝明通寺、若狭彦神社などの社寺といった観光地を控えていることから行楽・観光路線としても利用されている。レジャーの多様化による海水浴需要の低下、並行する国道27号のバイパスや若狭広域農道（若狭梅街道）・若狭西部広域農道（若狭西街道）の建設、舞鶴若狭自動車道の開通によってマイカーに利用客が流れており、近年は学生を中心とした地域住民の足として利用されている。
都市間輸送についても湖西線近江今津駅で新快速に接続する西日本JRバスの若江線に対し、利便性などの差があるため劣勢となっている。
各駅にはワンマン列車用のほか、車椅子専用の乗車位置が別途に設けられているが、これは2003年末に当線で運用される125系電車の座席増設改造を行ったことで車椅子での車内移動が困難になったための措置である。
近畿統括本部が管轄する東舞鶴駅を除いて、金沢支社が管轄している。
北陸新幹線のルートが小浜市を経由することになったため、北陸新幹線の開業以降は小浜市から敦賀駅にかけての区間が並行在来線とされ経営分離される可能性もあり、福井県は「JR小浜線は並行在来線に該当しない」との確認を国に求めるとしている。
また、2022年4月11日にJR西日本が公表したローカル線の線区別収支によると、当路線は2019年度の輸送密度が1日2000人以下となっており、JR西日本は路線の活性化策などを関係自治体と協議したい考えで、廃線も視野に議論が進む可能性があると報じられている。

### 路線データ
- 管轄（事業種別）：西日本旅客鉄道（第一種鉄道事業者）
- 路線距離（営業キロ）：84.3 km
- 軌間：1,067 mm
- 駅数：24駅（起終点駅含む）
  - 小浜線所属駅に限定した場合、北陸本線の敦賀駅と舞鶴線所属の東舞鶴駅が除外され[8]、22駅となる[9]。
- 複線区間：なし（全線単線）
- 電化区間：全線（直流1,500 V）
- 閉塞方式：特殊自動閉塞式（軌道回路検知式）
- 運転指令所：金沢総合指令所（金沢支社小浜線CTC）
- 最高速度：85 km/h
- IC乗車カード対応区間：なし
- 平均通過人員： § 利用状況を参照

## 沿線概況

### 敦賀駅 - 小浜駅間
北陸本線と接続する敦賀駅では基本的に西端の1・2番のりばに発着し、発車後すぐ単線に変わり、しばらく北陸本線と並走する。ここから場所によっては舞鶴若狭自動車道の高架や築堤が現れる。そしてやがて市街地を外れ、北陸本線と別れた後に右へ緩くカーブを描き、県立敦賀工業高校の最寄り駅である西敦賀駅に着くが、同駅到着前の進行方向左手には北陸本線の上り線（鳩原ループ）が高い位置を通っている。西敦賀駅出発後黒河川橋梁を渡り、次第に山間部へと入っていくこと左へ右へカーブを描きながら西進した後、島式ホーム1面2線で交換可能な粟野駅に着く。
粟野駅を出て左へカーブを描き、ほどなく進むと進行方向右手から福井県道225号が寄り添い、しばらく並走する。再び左へカーブを描き、佐田トンネルを抜け、さらに右へ緩くカーブを描いて東美浜駅に差し掛かる。同駅到着前には進行方向右手に国道27号美浜東バイパスもやや離れた位置に現れる。同駅を出ると進行方向右手には舞鶴若狭自動車道の若狭美浜インターチェンジが見えてくる。右へカーブを描き始めたところで先ほどの美浜東バイパスをアンダークロスし、山上・腰越の両トンネルを抜け、さらに左へ右へカーブを描きながら勾配を駆け下りると耳川を渡り、相対式ホーム2面2線の美浜駅に着く。ここからは国道27号に加え、小浜線よりも海側を走る若狭梅街道とも並走する。同駅を出るとほぼ視界も開けた田園地帯の中を進み、次いで三方五湖の一つである久々子湖が車窓右手に見え始めると左へ緩くカーブを描き、美浜町と若狭町の境目を抜けるとすぐに県立美方高校の最寄り駅である気山駅に着く。
三方駅から上中駅までは、途中峠越えのためのトンネルがある以外は車窓に田園風景が続く。上中駅では西日本ジェイアールバスが運行する路線バス若江線が発着しており、県境を越えて湖西線の近江今津駅へと抜けることができる。上中駅からは再び田園風景の中を走る。ここまで並走してきた若狭梅街道は、新平野駅と東小浜駅の間で小浜線をアンダーパスし山側を進む。小浜市へと入り、南川を越える橋梁を渡ると小浜駅に着く。

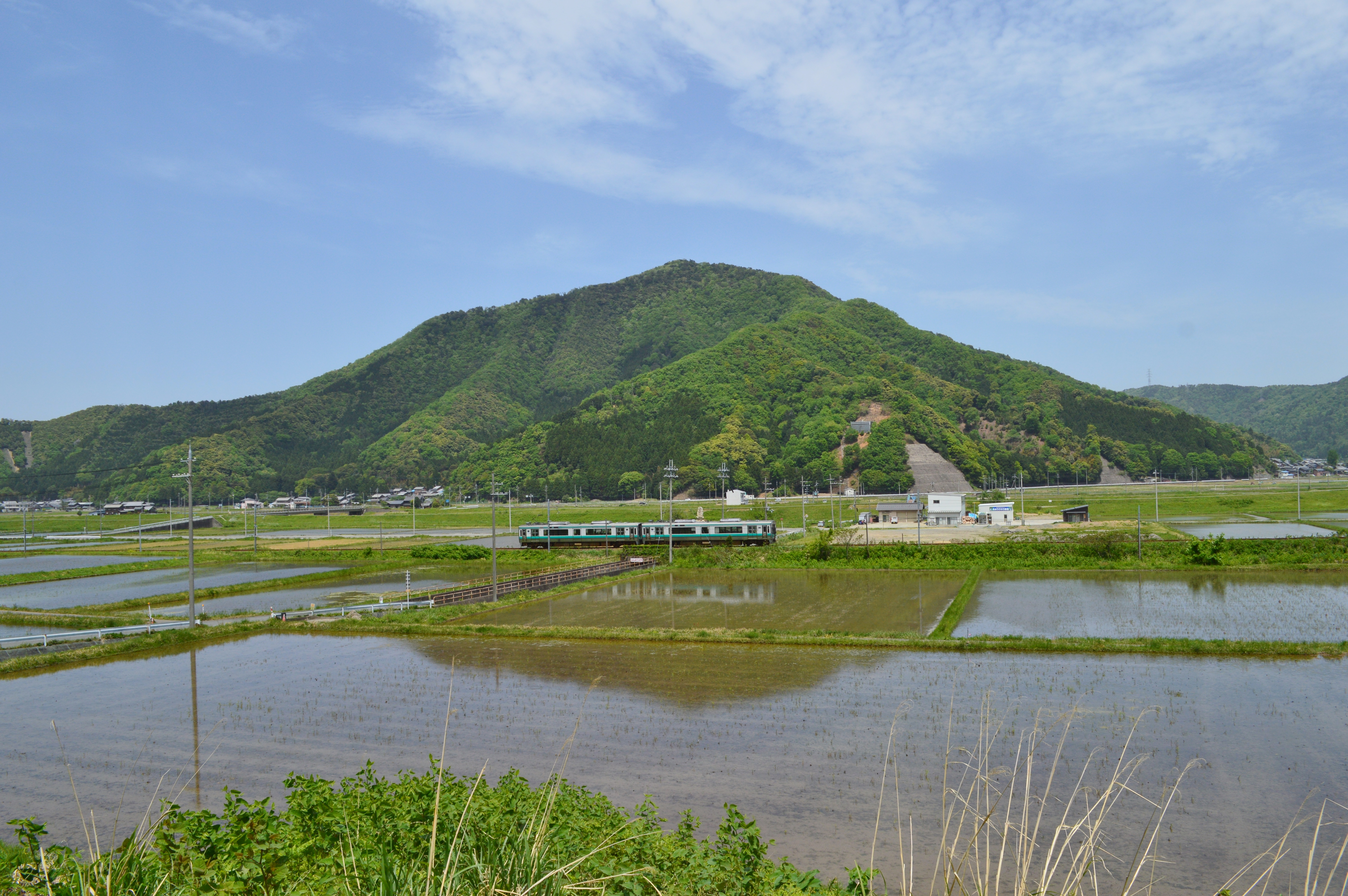
若狭町内の沿線風景

### 小浜駅 - 東舞鶴駅間
小浜駅を出発すると後瀬山トンネルを抜け、小浜市の旧市街地を車窓右手に見ながら進む。再びトンネルを抜けると進行方向右手には美浜駅付近以来の若狭湾が現れ、国道27号と並走すると勢浜駅に着く。再びトンネルを抜け、加斗駅を過ぎると舞鶴若狭自動車道の小浜西インターチェンジが左手に見えてくる。この付近は小浜線内で最も若狭湾と近づく区間である。また、小浜駅 - 加斗駅間は山沿いを走行しており、保線の関係から25km/h制限がかかる地点が2か所存在する。若狭本郷駅は、南側に1990年に開催された国際花と緑の博覧会（花博）で展示されていた「風車の駅」を移築した特徴的な駅舎、北側には鉄道ジオラマの展示も行っている施設「情報交差点ぽーたる」がある。高浜町に入り、若狭和田駅から先の区間は海沿いから少し離れ、水田と集落の間を抜けていく。改築によって新しくなった若狭高浜駅を過ぎると進行方向右手には再び若狭湾が現れ、「若狭富士」とも称される青葉山が見えてくる。青郷駅と松尾寺駅の間で県境の峠をトンネルで越え、松尾寺駅から京都府舞鶴市へと入る。松尾寺駅は、西国三十三所の札所の一つ松尾寺の最寄り駅となっているが距離にして4キロ以上離れており、バス等の公共交通機関も運行されていない。国道27号線の高架橋をくぐり、舞鶴の市街地に入ると線路は高架駅の終点・東舞鶴駅に着く。

## 運行形態
各駅に停車する普通列車のみが運転されており、臨時列車を除き特急列車や快速列車といった、特別料金が必要な列車や通過駅がある列車は運行されていない。
おおむね1時間に1本程度（午前を中心に2 ‐ 3時間ほど開く時間帯あり）の運行で、全列車がワンマン運転を実施している。東舞鶴駅 - 小浜駅 - 敦賀駅間の全線直通列車が基本であるが、早朝・深夜の一部列車は小浜駅を始発・終着としている。また、昼間にも一部列車で小浜駅での折り返しがあるほか、1往復のみ舞鶴線に乗り入れ西舞鶴駅まで運転している。朝夕には最大4両編成の運用がある。2006年10月20日までは舞鶴線・山陰本線と直通運転を行い綾部駅・福知山駅に乗り入れる列車もあった。
昭和30年代後半に相次いで開業した西敦賀駅・東美浜駅・気山駅・藤井駅・若狭有田駅・勢浜駅・三松駅は利用客が少なく、1990年代後半までは普通列車でも通過する列車が何本かあった。2007年3月18日から敦賀発22時半過ぎの最終列車が快速列車として運行されていたが、2009年3月14日のダイヤ改正で敦賀発時刻が約30分繰り上げられたうえで普通に変更され、快速時代の通過駅における利便の改善が図られた。2021年10月2日のダイヤ改正で、敦賀発の最終列車は22時台発から21時台発に繰り上がる。

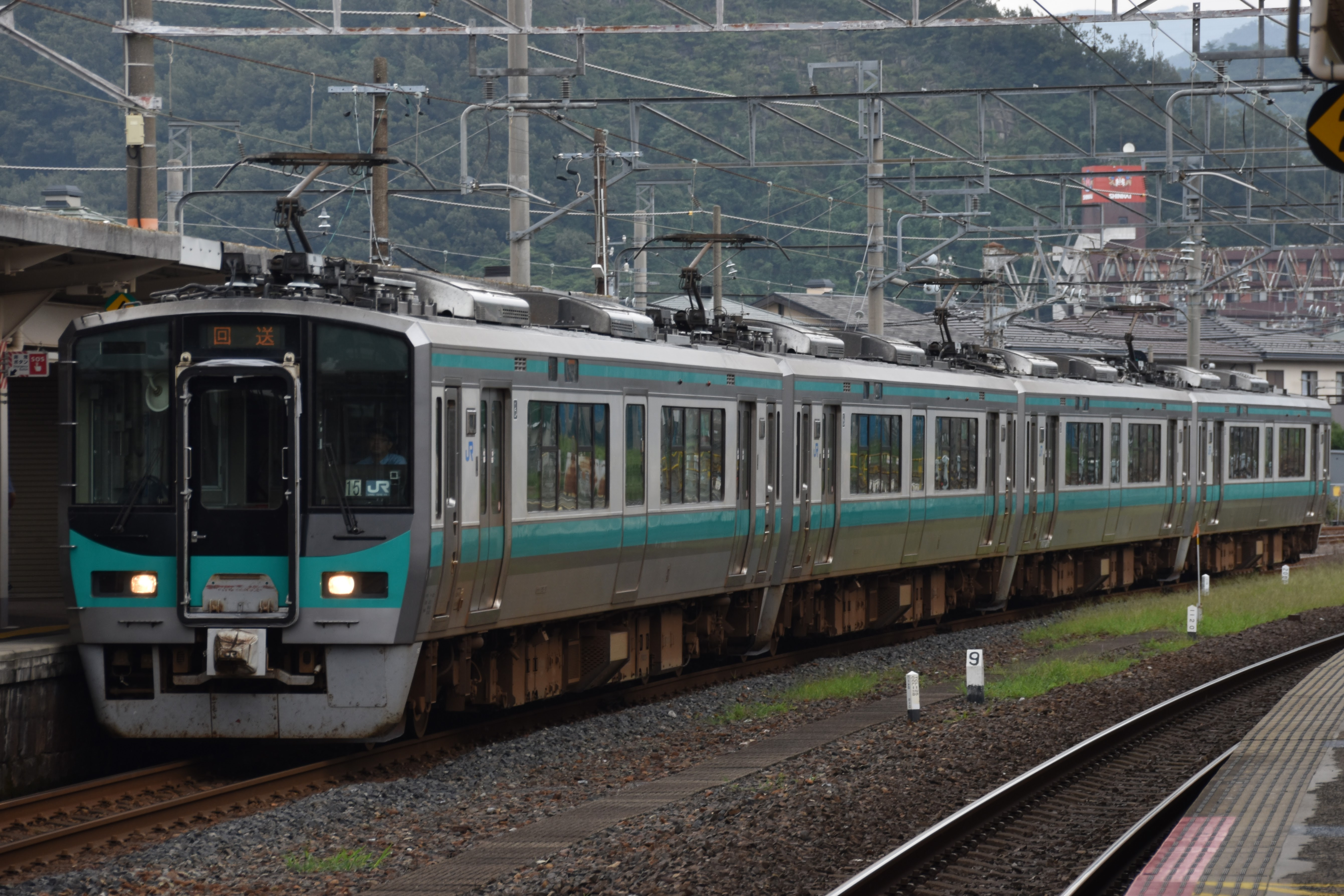
4両編成の回送列車（敦賀駅 2019年10月）

### 臨時列車
かつて海水浴シーズンや松葉・越前ガニシーズンには大阪・京都方面から臨時列車が多数乗り入れており、2007年度までは京都駅 - 東舞鶴駅間の特急「まいづる」が小浜駅まで臨時に延長運転されていたことがあった。また、民営化前後までは名古屋方面から急行「エメラルド」が設定されていた。
また、2003年に開催された若狭路博2003の期間中には、メイン会場の最寄りであった小浜駅への臨時列車が多数運行された。上記の特急「まいづる」の延長運転に加え、臨時特急「若狭路博号」が富山駅から683系電車3両で、臨時急行「若狭路博号」が福井駅からエーデル鳥取に使われていたキハ65形気動車4両で、臨時快速「若狭路快速」が敦賀駅から125系電車3両で運転された。
毎年8月上旬には、若狭本郷駅近傍でスーパー大火勢が開催されることから、開催当日は通常ダイヤに加え、イベント終了前後を中心に臨時列車が運転される。

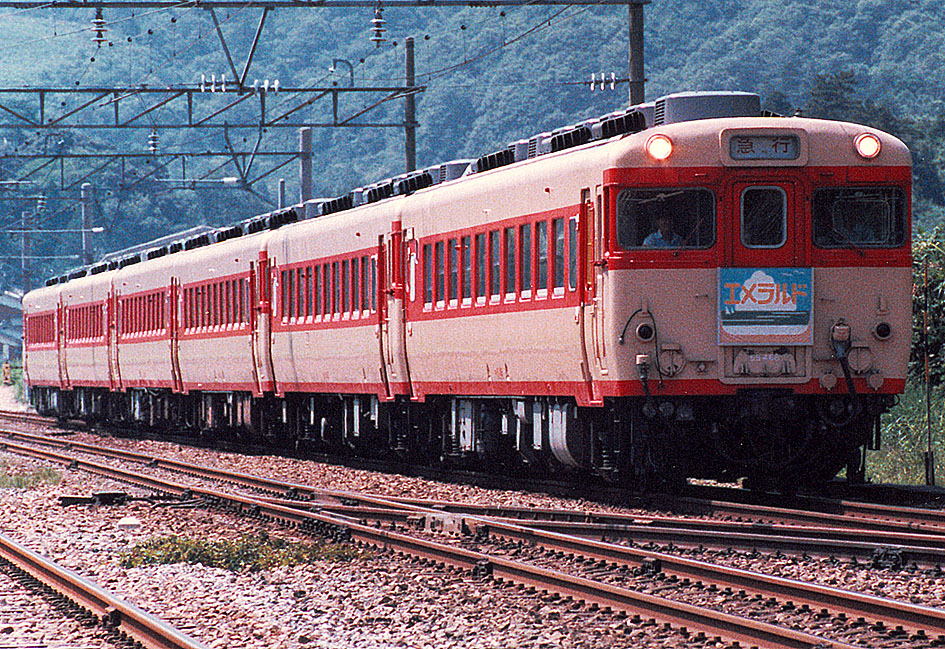
急行「エメラルド」（新疋田駅 1985年）

#### テレビ放映にともなう列車
2007年10月から2008年3月まで、沿線を舞台とした連続テレビ小説『ちりとてちん』が放送されたことにより観光客の増加が見込まれたため、放送期間中の土曜・休日のみ敦賀発東舞鶴行と東舞鶴発小浜行（小浜駅から敦賀行き定期列車）の快速や、小浜発若狭高浜行（敦賀発定期列車の延長）、若狭高浜発敦賀行の普通が運転され、放送終了後の同年4月以降も小浜発若狭高浜行を除く3本が6月1日までの土曜・休日限定で運行が継続された（ただし、若狭高浜発敦賀行の列車は小浜発敦賀行になった）。また、2009年も4月4日から11月3日までの土曜・休日限定で同様の臨時列車が運行された。
2011年は大河ドラマ『江〜姫たちの戦国〜』のなかで、江の姉である初のゆかりの地であることから、3月19日から同様に臨時列車が運転された。
快速の停車駅
上り：敦賀駅 - 粟野駅 - 美浜駅 - 三方駅 - 十村駅 - 上中駅 - 東小浜駅 - 小浜駅 …（この間は各駅に停車）… 東舞鶴駅
下り：東舞鶴駅 - 若狭高浜駅 - 若狭本郷駅 - 小浜駅
なお快速列車の運転については、設定の前年に当たる2006年11月12日に小浜市が社会実験として「わかさ路快速」の試験運行が団体列車扱いで実施されている。小浜駅 → 長浜駅間と逆方向の運行ではあったが、試験運行時に設定された小浜駅 - 敦賀駅間の所要時間は現在の臨時快速列車と同じ52分であった（途中停車駅は上中駅・三方駅・美浜駅・敦賀駅）。

#### ウォーキングイベントによる列車
毎年5月に開催される（2009年のみ秋に開催された）ウォーキングイベント「若狭・三方五湖ツーデーマーチ」の開催当日は、「若狭・三方五湖ツーデーマーチ」が敦賀発小浜行き1本（2号）と午後に小浜発敦賀行き3本（1・3・5号）が運転される。小浜線直流電化後の2003年以降は列車増発による車両不足のための応援として、113系4両編成が小浜線に入線していた。2011年は113系に代わって敦賀地域鉄道部所属の521系の4両編成で運転された。

#### 丹後くろまつ号小浜線乗り入れ運転
京都丹後鉄道線内で運行されている観光列車「丹後くろまつ号」が2019年、「御食国・和食の祭典in若狭路2019」の開催に伴い、10月25日 - 26日、小浜線に初めて乗り入れた。好評につき、翌2020年も、10月2日 - 4日にかけて運行された。2019年は、DE10形ディーゼル機関車による牽引運転であったが、2020年は丹後くろまつ号の単独運転が実現し、さらに運行区間に京都丹後鉄道宮舞線・宮豊線、西舞鶴駅 - 天橋立駅間が追加・拡大され、京都丹後鉄道線とJR線の直通運転が行われた。なお、当該列車は団体臨時列車であり、WILLERの予約サイトおよび予約センターのみで予約を受け付ける。みどりの窓口での発券は行われない。2021年も予定されていたが中止となった。
2019年の運行コース
- 10月25日 - 26日（両日）:（往路）西舞鶴駅→小浜駅、（往路）小浜駅→敦賀駅、（復路）敦賀駅→小浜駅、（復路）小浜駅→西舞鶴駅

2020年の運行コース
- 10月2日：敦賀駅→小浜駅、小浜駅→天橋立駅、天橋立駅→小浜駅
- 10月3日：天橋立駅→小浜駅、小浜駅→敦賀駅、敦賀駅→小浜駅
- 10月4日：天橋立駅→小浜駅、小浜駅→敦賀駅、敦賀駅→小浜駅、小浜駅→西舞鶴駅

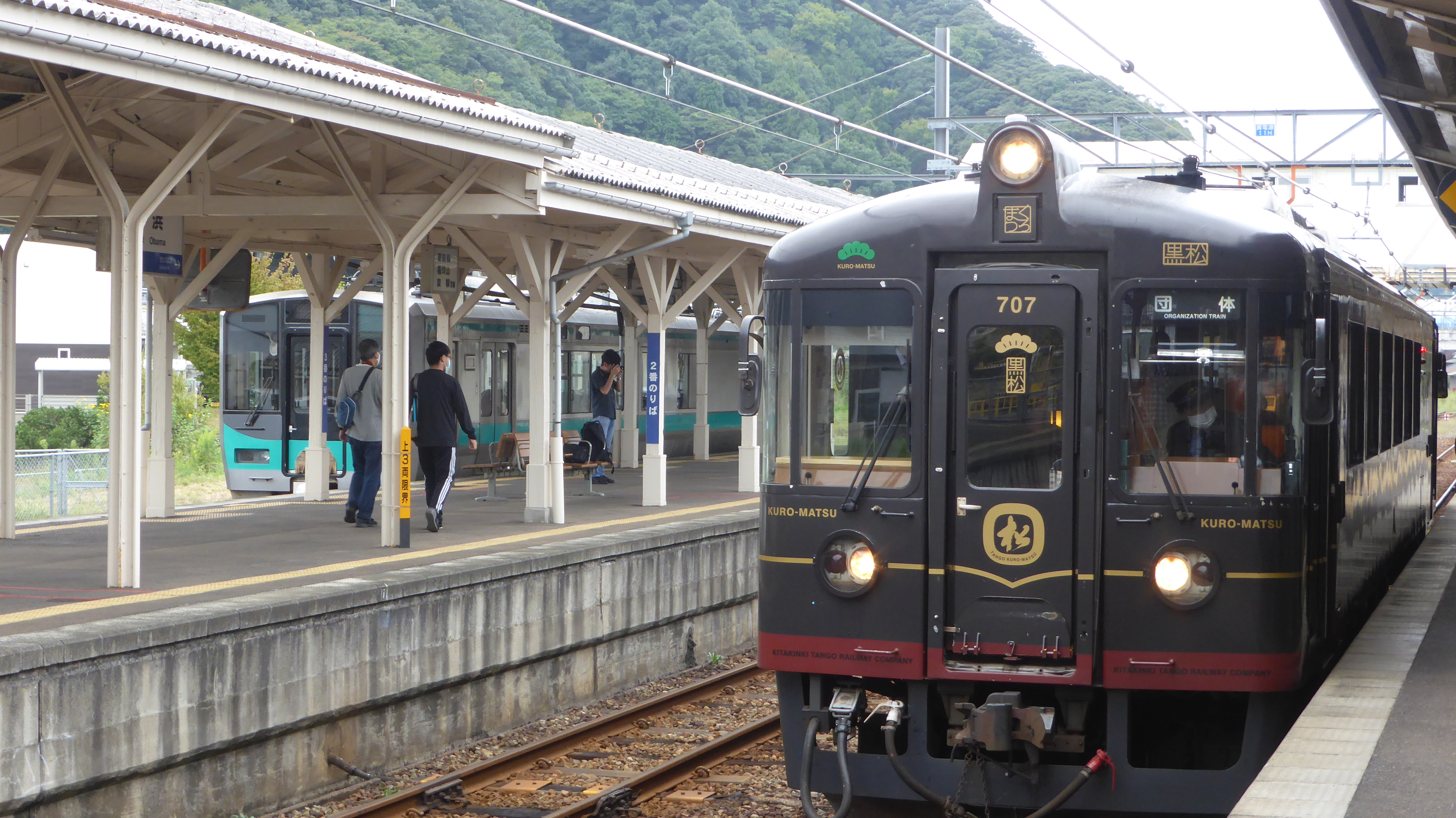
小浜駅停車中の丹後くろまつ号

### 電化前の運行形態
1922年全線開通当初は、敦賀駅 - 小浜駅間と小浜駅 - 新舞鶴駅（現在の東舞鶴駅）間でそれぞれ6往復運転され、このうち2本が京都駅まで乗り入れていた。
北陸・名古屋方面と山陰を結ぶルートとしても利用され、1961年から金沢駅 - 出雲市駅間に準急「わかさ」が、1964年12月から金沢駅 - 出雲市駅間で「あさしお」が、1966年から名古屋駅 - 出雲市駅間に小浜線・宮津線経由の急行「大社」がそれぞれ運転を開始。福井駅 - 天橋立駅間に「はしだて」が1982年より1992年まで運行されていた。また、1999年10月1日まで急行「わかさ」が京都駅・東舞鶴駅 - 敦賀駅間に（京都直通は1996年まで）運転されていたが、その後電化されるまで優等列車の運転はなくなっていた。こうした事情から「北陸と山陰との架け橋」として謳われたことがある。ただし、電化後は前述の通り休日などに一部の臨時列車が小浜駅に乗り入れる程度で、本格的な優等列車の運行はなされていない。
小浜線の中間駅で最も利用者の多い小浜駅から京都駅へは湖西線経由と山陰本線経由で距離は大差ないが、直通列車は山陰本線経由のみ設定されていた。ただし、京都駅発着の急行「丹後」など直通の優等列車は小浜線内のみ各駅停車となるなど、都市間輸送と線内の地域輸送を兼ねている側面もあった。
2001年3月2日までは小浜駅の最終が22時台であったが、繰り上げになった。
電化以前は、敦賀からの3両編成の普通列車が小浜駅で切り離し作業を行い、前1両が東舞鶴行き（1992年から4年間は天橋立行き）に、後2両は折り返し敦賀行きになる運用もあったが、電化以降は小浜駅での列車切り離しはなくなった。また、2006年の北陸本線の直流化の際には、同区間の普通列車と共通運用が組まれた。

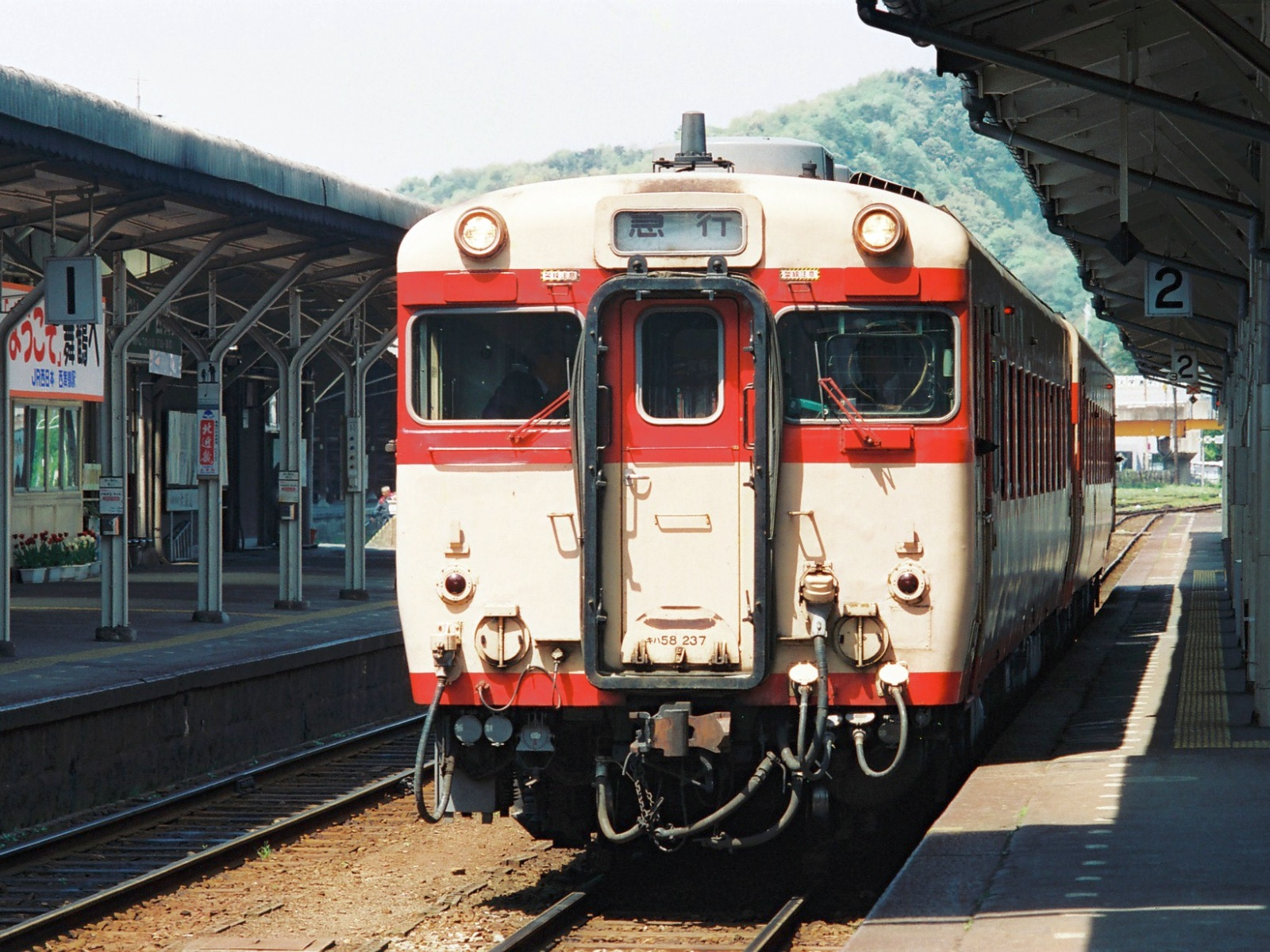
急行「はしだて」（舞鶴線西舞鶴駅 1988年）

## 使用車両
2010年3月13日以降は、全列車が125系電車で運転されている。電化された2003年3月15日から2006年10月20日までは、125系のほか、小浜線用に塗装された113系電車の体質改善工事施工車（福知山電車区W41 - 43・46編成）や、2009年3月14日から2010年3月12日までは521系電車も定期運用されていた。ただし521系はその後も臨時列車や代走で運用されることがある。
113系については、2009年秋に入線した京都総合運転所所属のL11編成を除いて、転換式クロスシート化された体質改善工事施工車が使用されている（2006年10月以降の入線実績は、福知山電車区W43編成、京都総合運転所L11編成・C08編成）。
このほか、183系電車が、多客期に延長運転された特急「まいづる」に使用されていた。

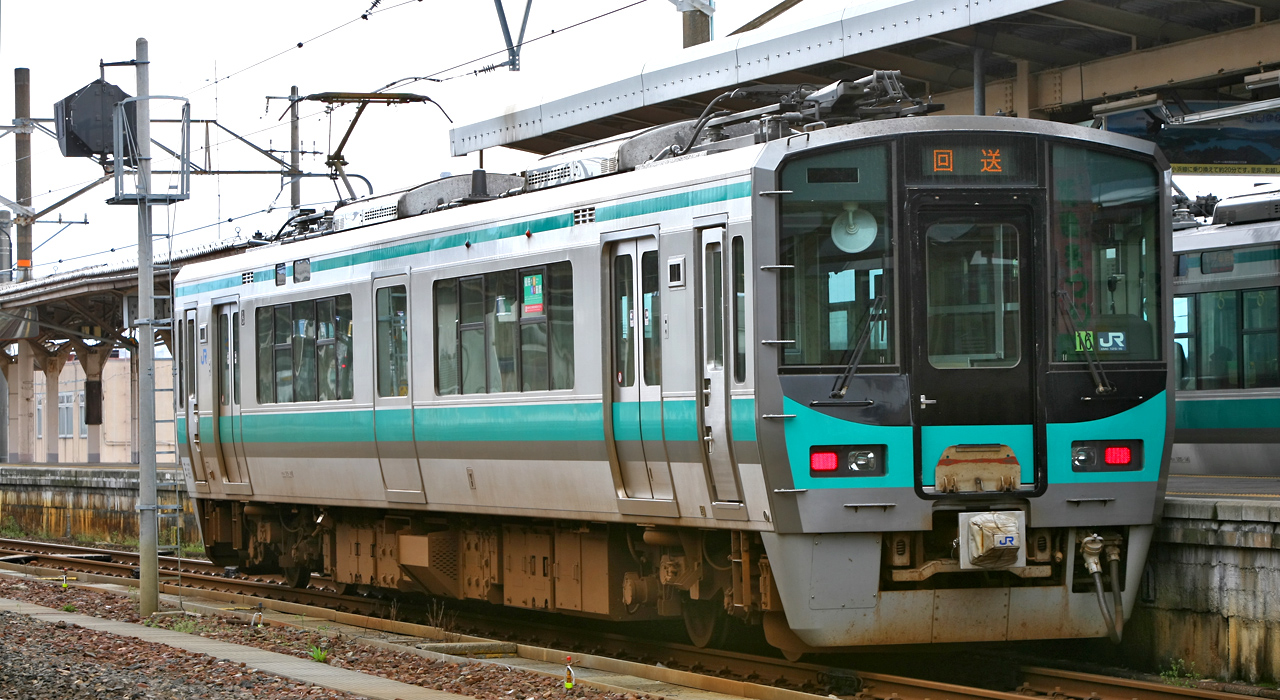
125系
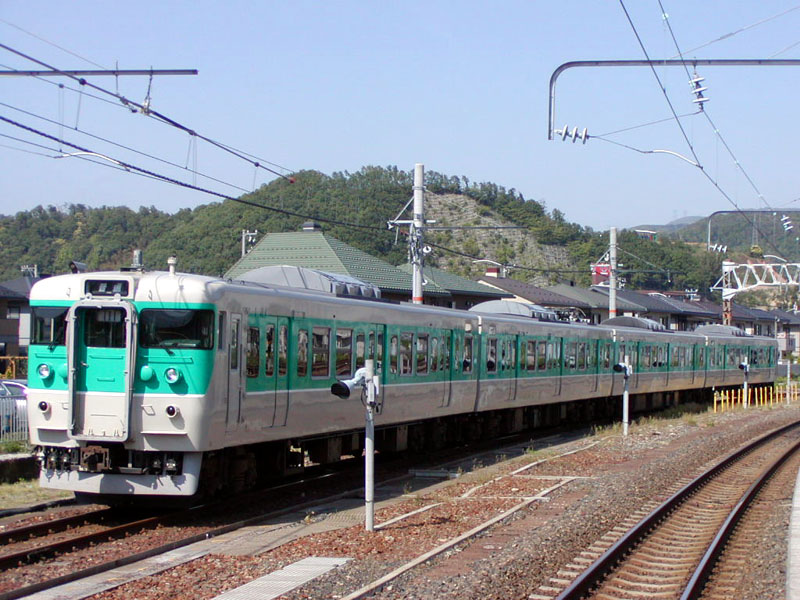
113系

### 非電化時の使用車両

#### 気動車
- キハ20形
- キハ53形：運転開始は1992年3月14日
- キハ26形・キハ55形
- キハ28形・キハ58形
- キハ48形：片開き2扉

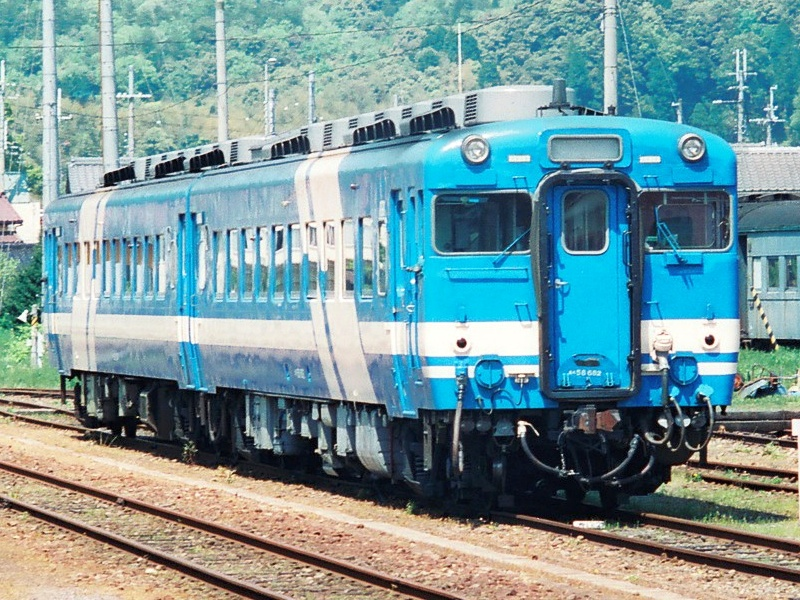
小浜線用塗装のキハ58系（舞鶴線西舞鶴駅 1988年）

#### 機関車
- C58形蒸気機関車[37]
- DE10形ディーゼル機関車

## 輸送改善
小浜線の電化計画は1970年に小浜市の総合開発計画に盛り込まれ、若狭湾沿岸部の嶺南地区を中心に電化を求める声が強かったが、2000年7月から電化工事に着手し、2003年3月に電化された。
総事業費は約101億円で、福井県が27億5700万円、沿線の8自治体が13億7800万円、京都府と舞鶴市で1億8000万円を負担し、残りの約57億円は民間で負担した。民間負担分については、沿線の美浜町・高浜町・大飯町（当時）に原子力発電所を持つ関西電力・日本原子力発電・北陸電力が合計54億円を福井県に寄付している。
ただし、電化費用を抑えるため変電所の数を通常より減らし、路線長が80 kmを超える路線ながら、変電所は若狭高浜駅・小浜駅・十村駅・粟野駅の各駅構内に設けられた4箇所に留まった。駅の分岐器にはスプリングポイントなども残るうえ、路盤が不安定なために設定された制限速度25 km/hの徐行区間があるなど線路規格が比較的低いため、加速度や最高速度を落として運転している。
2017年6月7日に、福井県は北陸新幹線の金沢駅 - 敦賀駅間の開業を踏まえた二次交通強化策として小浜線の高速化を2018年度政府予算に向けて要望し、風雨による運休を減らすために防風柵やシェルター設置に対する財政支援を求めている。

## 歴史
国が建設すべき鉄道を定めた「鉄道敷設法」が1892年に公布されたが、1895年1月に衆議院議員小畑岩次郎が同法の北陸線の改正を提案し、同年3月に鉄道敷設法が改正され、北陸線の中に「京都府下舞鶴ヨリ福井県小浜ヲ経テ敦賀ニ至ル鉄道」が追加され、敦鶴線（とんかくせん）と呼ばれていた。
1887年に小浜鉄道が設立され、敦賀・大津・舞鶴を結ぶ合計約153 kmの路線として計画され、同年に仮免状が交付されて1年6か月の有効期間内に本免許状を申請しなければならなかったが申請することができず、1900年に仮免状が失効し民間資本での建設は断念された。
1902年に再び鉄道敷設法の改正により、舞鶴・小浜・敦賀の鉄道が盛り込まれ、日露戦争後に日本海沿岸の輸送路の確保と、山陰と北陸を結ぶバイパス路線としても期待され、早期着工する第一期線として位置づけられた。
建設時には青郷村大字青字清水、雉谷雉にあった古墳群の一部が破壊されている。

### 年表
- 1895年（明治28年）：鉄道敷設法が改正され、北陸線に「京都府下舞鶴ヨリ福井県小浜ヲ経テ敦賀ニ至ル鉄道」が追加される。
- 1911年（大正元年）：建設用地調査。
- 1915年（大正4年）5月：建設開始。
- 1917年（大正6年）12月15日：小浜線 敦賀駅 - 十村駅間（18.2 M≒29.29 km）が開業。粟野駅・河原市駅・三方駅・十村駅が開業。
- 1918年（大正7年）11月10日：十村駅 - 小浜駅間（12.5 M≒20.12 km）が延伸開業。大鳥羽駅・三宅駅・新平野駅・小浜駅が開業。
- 1921年（大正10年）4月3日：小浜駅 - 若狭高浜駅間（12.1 M≒19.47 km）が延伸開業。加斗駅・若狭本郷駅・若狭高浜駅が開業。
- 1922年（大正11年）12月20日：若狭高浜駅 - 新舞鶴駅間（9.6 M≒15.45 km）が延伸開業し全通。松尾寺駅が開業。
  - 北陸・山陰両線の連絡がなったことを記念し、東舞鶴では「裏日本鉄道全通・新舞鶴港開港記念博覧会」が1923年4月1日から5月10日までの40日間開催された（入場者総数179,982人）[46]。
- 1925年（大正14年）6月26日：若狭和田仮停車場が開業。
- 1930年（昭和5年）4月1日：マイル表示からキロ表示に変更（52.4 M→84.3 km）。
- 1934年（昭和9年）6月1日：若狭和田仮停車場が駅に変更され若狭和田駅が開業。
- 1939年（昭和14年）6月1日：新舞鶴駅が東舞鶴駅に改称。
- 1940年（昭和15年）11月1日：青郷駅が開業。
- 1953年（昭和28年）8月14日：東小浜駅が開業。
- 1956年（昭和31年）4月10日：河原市駅が美浜駅に、三宅駅が上中駅に改称。
- 1961年（昭和36年）
  - 3月1日：気動車を投入[47]。
  - 7月15日：勢浜駅・三松駅が開業。
  - 8月1日：東美浜駅・気山駅・藤井駅が開業。
- 1962年（昭和37年）9月1日：西敦賀駅が開業。
- 1964年（昭和39年）6月20日：若狭有田駅が開業。
- 1981年（昭和56年）8月25日 - 8月31日：蒸気機関車C56形160号による「SLわかさ号」が敦賀駅 - 小浜駅間で運転。
- 1987年（昭和62年）4月1日：国鉄分割民営化により西日本旅客鉄道が継承。日本貨物鉄道が全線の第二種鉄道事業者となる。
- 1991年（平成3年）4月1日：小浜鉄道部が発足し、同鉄道部の管轄になる[48]。
- 1992年（平成4年）3月14日：ワンマン運転開始[49]。
- 1993年（平成5年）3月18日：全列車敦賀駅発着に統一。
- 1996年（平成8年）7月13日：東舞鶴駅付近が高架化[50][51]。
- 1997年（平成9年）3月22日：敦賀駅 - 松尾寺駅間の貨物列車が廃止。
- 1999年（平成11年）
  - 4月1日：日本貨物鉄道の第二種鉄道事業廃止[52]。
  - 10月2日：舞鶴線との直通運転が中止。
- 2000年（平成12年）7月15日：電化工事に着手[39]。
- 2003年（平成15年）3月15日：敦賀駅 - 東舞鶴駅間が電化[40]。113系電車・125系電車が運用開始。舞鶴線との直通運転が再開。
- 2006年（平成18年）10月21日：運用車両をすべて125系電車に統一[35]。同系初の3・4両ならびにツーマン運転開始。舞鶴線との直通運転が廃止。
- 年月日不明：舞鶴線との直通運転再開。
- 2009年（平成21年）3月14日：521系電車運行開始。
- 2010年（平成22年）6月1日：組織改正により、小浜鉄道部から敦賀地域鉄道部の管轄に変更[48]。
- 2020年（令和2年）3月14日：全列車ワンマン化。
- 2024年（令和6年）3月16日：敦賀地域鉄道部の廃止に伴い、金沢支社直轄に変更。

## 駅一覧
- 定期列車は全列車普通列車（運行区間内の全駅に停車）
- 線路（全線単線） … ◇・∨：列車交換可能、｜：列車交換不可

| 駅名       | 営業キロ | 営業キロ | 接続路線                                                                                                | 線路 | 所在地        | 所在地            | 所在地            |
| 駅名       | 駅間     | 累計     | 接続路線                                                                                                | 線路 | 所在地        | 所在地            | 所在地            |
| ---------- | -------- | -------- | --- | ---- | ------------- | ----------------- | ----------------- |
| 敦賀駅     | -        | 0.0      | 西日本旅客鉄道： 北陸新幹線・ 北陸本線 (JR-A01)・ 湖西線 (JR-B08) ハピラインふくい：■ハピラインふくい線 | ∨    | 福井県        | 敦賀市            | 敦賀市            |
| 西敦賀駅   | 3.3      | 3.3      | | ｜   | 福井県        | 敦賀市            | 敦賀市            |
| 粟野駅     | 4.4      | 7.7      | | ◇    | 福井県        | 敦賀市            | 敦賀市            |
| 東美浜駅   | 5.0      | 12.7     | | ｜   | 福井県        | 三方郡 美浜町     | 三方郡 美浜町     |
| 美浜駅     | 5.2      | 17.9     | | ◇    | 福井県        | 三方郡 美浜町     | 三方郡 美浜町     |
| 気山駅     | 3.5      | 21.4     | | ｜   | 福井県        | 三方上中郡 若狭町 | 三方上中郡 若狭町 |
| 三方駅     | 3.3      | 24.7     | | ｜   | 福井県        | 三方上中郡 若狭町 | 三方上中郡 若狭町 |
| 藤井駅     | 2.6      | 27.3     | | ｜   | 福井県        | 三方上中郡 若狭町 | 三方上中郡 若狭町 |
| 十村駅     | 2.0      | 29.3     | | ◇    | 福井県        | 三方上中郡 若狭町 | 三方上中郡 若狭町 |
| 大鳥羽駅   | 4.0      | 33.3     | | ｜   | 福井県        | 三方上中郡 若狭町 | 三方上中郡 若狭町 |
| 若狭有田駅 | 2.1      | 35.4     | | ｜   | 福井県        | 三方上中郡 若狭町 | 三方上中郡 若狭町 |
| 上中駅     | 3.4      | 38.8     | | ◇    | 福井県        | 三方上中郡 若狭町 | 三方上中郡 若狭町 |
| 新平野駅   | 4.5      | 43.3     | | ｜   | 福井県        | 小浜市            | 小浜市            |
| 東小浜駅   | 2.9      | 46.2     | | ｜   | 福井県        | 小浜市            | 小浜市            |
| 小浜駅     | 3.3      | 49.5     | | ◇    | 福井県        | 小浜市            | 小浜市            |
| 勢浜駅     | 3.7      | 53.2     | | ｜   | 福井県        | 小浜市            | 小浜市            |
| 加斗駅     | 4.0      | 57.2     | | ｜   | 福井県        | 小浜市            | 小浜市            |
| 若狭本郷駅 | 4.6      | 61.8     | | ◇    | 福井県        | 大飯郡            | おおい町          |
| 若狭和田駅 | 3.9      | 65.7     | | ｜   | 福井県        | 大飯郡            | 高浜町            |
| 若狭高浜駅 | 3.2      | 68.9     | | ◇    | 福井県        | 大飯郡            | 高浜町            |
| 三松駅     | 2.5      | 71.4     | | ｜   | 福井県        | 大飯郡            | 高浜町            |
| 青郷駅     | 2.1      | 73.5     | | ｜   | 福井県        | 大飯郡            | 高浜町            |
| 松尾寺駅   | 4.7      | 78.2     | | ｜   | 京都府 舞鶴市 | 京都府 舞鶴市     | 京都府 舞鶴市     |
| 東舞鶴駅   | 6.1      | 84.3     | 西日本旅客鉄道： 舞鶴線                                                                                 | ◇    | 京都府 舞鶴市 | 京都府 舞鶴市     | 京都府 舞鶴市     |

1. ↑  湖西線は北陸本線近江塩津駅が正式な起点であるが、多くの列車が敦賀駅まで乗り入れる。

敦賀駅・小浜駅・東舞鶴駅が直営駅、美浜駅・三方駅・大鳥羽駅・上中駅・東小浜駅・加斗駅・若狭本郷駅・若狭和田駅・若狭高浜駅・青郷駅が簡易委託駅、その他はすべて無人駅である。

## 利用状況

### 平均通過人員
各年度の平均通過人員（人/日）は以下のとおりである。
| 年度                   | 平均通過人員（人/日） | 出典   |
| 年度                   | 敦賀 - 東舞鶴         | 出典   |
| ---------------------- | --------------------- | ------ |
| 1987年度（昭和62年度） | 2,712                 | [ 53 ] |
| 2013年度（平成25年度） | 1,132                 | [ 53 ] |
| 2014年度（平成26年度） | 1,078                 | [ 54 ] |
| 2015年度（平成27年度） | 1,096                 | [ 55 ] |
| 2016年度（平成28年度） | 1,083                 | [ 56 ] |
| 2017年度（平成29年度） | 1,035                 | [ 57 ] |
| 2018年度（平成30年度） | 1,023                 | [ 58 ] |
| 2019年度（令和元年度） | 991                   | [ 59 ] |
| 2020年度（令和02年度） | 782                   | [ 60 ] |
| 2021年度（令和03年度） | 779                   | [ 61 ] |
| 2022年度（令和04年度） | 864                   | [ 62 ] |
| 2023年度（令和05年度） | 894                   | [ 63 ] |

### 収支・営業係数
各年度の収支（営業収益、営業費用、営業損益）、営業係数、収支率は以下のとおりである。管理費は除く。▲はマイナス（赤字）を意味する。
| 年度                                       | 収支（億円） | 収支（億円） | 収支（億円） | 営業 係数 （円） | 収支率 | 出典           |
| 年度                                       | 運輸 収入    | 営業 費用    | 営業 損益    | 営業 係数 （円） | 収支率 | 出典           |
| ------------------------------------------ | ------------ | ------------ | ------------ | ---------------- | ------ | -------------- |
| 2017 - 2019年度（平成29 - 令和元年度）平均 | 3.1          | 21.3         | ▲18.1        | 678              | 14.8%  | [ 経営状況 1 ] |
| 2018 - 2020年度（平成30 - 令和2年度）平均  | 2.8          | 19.7         | ▲16.9        | 713              | 14.0%  | [ 経営状況 1 ] |
| 2019 - 2021年度（令和元 - 3年度）平均      | 2.4          | 18.3         | ▲15.9        | 759              | 13.2%  | [ 経営状況 2 ] |
| 2020 - 2022年度（令和2 - 4年度）平均       | 2.2          | 17.4         | ▲15.2        | 792              | 12.6%  | [ 経営状況 3 ] |
| 2021 - 2023年度（令和3 - 5年度）平均       | 2.3          | 17.6         | ▲14.7        | 754              | 13.3%  | [ 経営状況 4 ] |

### 経営状況
1. ↑  “ローカル線に関する課題認識と情報開示について” (PDF).   西日本旅客鉄道. p. 3-4. 2022年12月11日時点のオリジナルよりアーカイブ。2023年2月11日閲覧。
2. ↑  “輸送密度 2,000 人/日未満の線区別経営状況に関する情報開示” (PDF).   西日本旅客鉄道. p. 2. 2022年11月30日時点のオリジナルよりアーカイブ。2023年2月11日閲覧。
3. ↑  “輸送密度 2,000 人/日未満の線区別経営状況に関する情報開示” (PDF).   西日本旅客鉄道. p. 2. 2023年12月7日時点のオリジナルよりアーカイブ。2024年3月21日閲覧。
4. ↑  「輸送密度2,000人/日未満の線区別経営状況に関する情報開示 (PDF)」（プレスリリース）、西日本旅客鉄道、2024年10月29日。2024年11月12日時点のオリジナル (PDF)よりアーカイブ。2025年4月11日閲覧。